# Критерий знаков
В математической статистике критерий знаков используется при проверке нулевой гипотезы о равенстве медианы некоторому заданному значению (для одной выборки) или о равенстве нулю медианы разности (для двух связанных выборок). Это непараметрический критерий, то есть он не использует никаких данных о характере распределения, и может применяться в широком спектре ситуаций, однако при этом он может иметь меньшую мощность, чем более специализированные критерии.

## Описание метода для двух выборок
Рассмотрим две непрерывно распределенные случайные величины X и Y, и пусть нулевая гипотеза выполняется, то есть медиана их разности равна нулю. Тогда {\displaystyle p=\mathbb {P} (X>Y)=0.5}. Иными словами, каждая из случайных величин равновероятно больше другой.
Рассмотрим пару связных выборок {\displaystyle \{(x_{1},y_{1}),\ldots ,(x_{n},y_{n})\}}. Будем считать, что в выборке нет элементов, для которых {\displaystyle x_{i}=y_{i}} (иначе уберем эти элементы из выборки). Построим статистику w, равную числу элементов в выборке, при которых {\displaystyle x_{i}>y_{i}}. При выполнении нулевой гипотезы, эта величина имеет биномиальное распределение: {\displaystyle w\sim B(n,0.5)}.
Для применения критерия необходимо вычислить «левый хвост» биномиального распределения до w: {\displaystyle b=2^{-n}\sum _{i=0}^{w}C_{n}^{i}}. Согласно критерию, при уровне значимости {\displaystyle \alpha }:
- против двусторонней альтернативной гипотезы {\displaystyle p\neq 0.5}

если {\displaystyle b\not \in \left[\alpha /2,\,1-\alpha /2\right]}, то нулевая гипотеза отвергается;
- против альтернативы {\displaystyle p<0.5}

если {\displaystyle b<\alpha }, то нулевая гипотеза отвергается;
- против альтернативы {\displaystyle p>0.5}

если {\displaystyle b>1-\alpha }, то нулевая гипотеза отвергается;

## Пример задачи
Первая выборка — это значения некоторой характеристики состояния пациентов, записанные до лечения.
Вторая выборка — это значения той же характеристики состояния тех же пациентов, записанные после лечения.
Порядок элементов (в данном случае пациентов) в выборках и объёмы выборок обязаны совпадать. 
Такие выборки и называются связанными.
Требуется выяснить, является ли лечение эффективным, то есть имеется ли значимое отличие в состоянии пациентов до и после лечения, или различия чисто случайны. 
Заданы две выборки одинаковой длины {\displaystyle x^{n}=(x_{1},\ldots ,x_{n}),\;x_{i}\in \mathbb {R} ;\;\;y^{n}=(y_{1},\ldots ,y_{n}),\;y_{i}\in \mathbb {R} }.
Дополнительные предположения:
- обе выборки простые;
- выборки связные, то есть элементы {\displaystyle x_{i},\,y_{i}} соответствуют одному и тому же объекту, но измерения сделаны в разные моменты (например, до и после обработки).

Нулевая гипотеза {\displaystyle H_{0}:\;\mathbb {P} \{x>y\}=1/2}.
Если в выборке имеются случаи {\displaystyle x_{i}=y_{i}}, то их следует исключить из выборки, уменьшив число наблюдений. Статистика критерия — это число w элементов в выборке, при которых {\displaystyle x_{i}>y_{i}}.